# Noblesse phanariote
La noblesse phanariote, grecque ou hellénisée, est connue surtout par les noms de quelques-uns des Grands Drogmans de la « Sublime Porte » et des princes qui ont régné au XVIIe siècle et au XVIIIe siècle en Moldavie et en Valachie.
D'origine balkanique, a noblesse phanariote est, pour différentes raisons dont l'une est la faiblesse de ses effectifs, et une autre son appartenance confessionnelle à l'église orthodoxe, très peu connue et reconnue hors de son aire historique depuis le milieu du XXe siècle. Elle n'appartient pas à un seul pays, ni actuellement, ni dans son origine, et s'est progressivement intégrée à la noblesse roumaine, à la noblesse russe ou encore aux élites intellectuelles de Grèce ou d'Europe occidentale. Par leurs origines, les familles phanariotes trouvent leurs racines dans différents peuples des Balkans : par exemple, les Ghica étaient Albanais, les Callimachi étaient Moldaves, les Stourdza étaient Valaques, les Graziani italo-levantins, et ainsi de suite,.

## Histoire
Après la chute de l'Empire byzantin, les survivants de l'aristocratie byzantine se sont regroupés autour du siège patriarcal œcuménique de Constantinople. Celui-ci se situant dans le quartier constantinopolitain du Phanar, on surnomma ces nobles Phanariotes. Ces familles ont su parvenir aux plus hauts postes dans le nouvel Empire ottoman et à partir du XVIIe siècle, c'est dans leurs rangs que furent choisis presque tous les princes de Moldavie, les princes de Valachie, et les Grands Drogmans.
Dans les Constitutions républicaines qui régissent la Roumanie et la Grèce au XXIe siècle, aucun titre de noblesse n'est reconnu. Par ailleurs, historiquement, la noblesse des Balkans n'a ni la même hiérarchie, ni les mêmes rangs, ni les mêmes règles de transmission et de succession que les noblesses occidentales ou russe, et n'est pas endogame, de sorte qu'elle n'est généralement pas reconnue comme telle. C'est pourquoi, dans les pays roumains, les Princes de Moldavie et de Valachie sont connus comme boyards, comme voïvodes ou comme hospodars, mais n'entrent dans les rangs des princes, ducs, comtes, marquis ou barons d'Europe occidentale, centrale ou de la Russie impériale (depuis Pierre le Grand) que si des souverains de ces contrées les ont spécifiquement adoubés. N'étant pas musulmans, à l'exception de quelques rares convertis, les nobles phanariotes n'entrent pas non plus dans les rangs de l'élite ottomane, formée par les charges de mouchir, pacha, dey ou bey : tout au plus appelait-on les fils du Prince Beyzadés : « fils de Bey ». Il existe quelques exceptions : par exemple les familles Aristarchi et Ghica reçurent l'hérédité du titre de Prince moldo-valaque, respectivement du Sultan Abdul-Aziz et du Sultan Mahmoud.

## Liste de familles phanariotes
| Nom                | Titre  | Note | Ethnie                                      | Ancienneté   | Blason |
| ------------------ | ------ | --- | ------------------------------------------- | ------------ | ------ |
| - Argyropoulo      | Prince | La famille Argyropoulo est une des plus anciennes et des plus illustres de la Grèce. Elle descendrait, selon la tradition, de la famille impériale de ce nom. Au IXe siècle jusqu'à nos jours, on retrouve dans l'histoire des membres de la famille Argyropoulo occupant toujours les plus hautes positions. Déjà au commencement du IXe siècle les Argyropoulo étaient sénateurs généraux de l'Empire byzantin. En 840, sous le règne de Michel III, Léon Argyre fondait le monastère de St. Elisabeth en Charsiane de la Cappadoce, dont cette famille était originaire. En 848 l'impératricee Théodora le chargeait du commandement de l'expédition contre les Pauliciens, dont plus de cent mille furen tués. | Constantin Argyropoulo né le 24 août 1945   | VIIIe siècle |        |
| - Aristarchi       | Prince | La famille Argyropoulos, d'origine phanariote installée en Roumanie, apparaît sous le nom «Argyre» dès le VIIIe siècle. Elle est originaire de l'Empire byzantin et plus particulièrement de la zone autour de la forteresse de Charsianon en Cappadoce. |                                             | VIIIe siècle |        |
| - Callimachi       | Prince | La famille Callimachi est d'origine moldave, les Chroniques de la Moldavie l'appellent «Calmâsul». Au XVIIe siècle, le prince Philippe Callimachi était secrétaire de l'empereur Léopold Ier du Saint-Empire ; après sa mort, il se serait établi en Moldavie. |                                             |              |        |
| - Cantacuzène      | Prince | La famille Cantacuzène était déjà une des plus illustres et des plus puissantes parmi les phanariotes au XVIIe siècle, régnant alternativement sur les deux principautés roumaines. | Alexandre Cantacuzène                       |              |        |
| - Caradja          | Prince | La famille Caradja a émigré à Constantinople déjà vers la fin du XVe siècle, nous y trouvons Jean Caradja, dont le fils, Constantin Caradja était Commissaire des Vivres de l'armée ottomane en 1560. Elle aurait été officier chez les Khan de Crimée. | Constantin Caradja né le 6 février 1943     |              |        |
| - Ghica            | Prince | La famille Ghica, d'origine arvanite, émigra à Constantinople au XVIIe siècle. Elle fournit de nombreux princes de Moldavie et de Valachie, en 1673 l'empereur Léopold Ier du Saint-Empire lui décerna le titre de prince du Saint-Empire. | Stefan Ghica né le 16 octobre 1964          |              |        |
| - Handzery         | Prince | La famille Ghica, d'origine arvanite, émigra à Constantinople au XVIIe siècle. Elle fournit de nombreux princes de Moldavie et de Valachie, en 1673 l'empereur Léopold Ier du Saint-Empire lui décerna le titre de prince du Saint-Empire. | Emmanuel Handzery né le 9 juillet 1944      |              |        |
| - Mano             | Prince | La famille Manos est originaire de Kastoria, en Macédoine, s’installe à Constantinople avec Manolaki (né vers 1655), fils de Georges et petit-fils d'Emmanuel Philippou (1610-1699). Il est nommé Grand Logothète du patriarche de Constantinople. | Constantin Mano né le 31 octobre 1937       |              |        |
| - Maurocordato     | Prince | La famille Manos est originaire de Kastoria, en Macédoine, s’installe à Constantinople avec Manolaki (né vers 1655), fils de Georges et petit-fils d'Emmanuel Philippou (1610-1699). Il est nommé Grand Logothète du patriarche de Constantinople. | Anthony Noël Maurocordato né le 23 mai 1944 |              |        |
| - Mavroyeni        | Prince | La famille Manos est originaire de Kastoria, en Macédoine, s’installe à Constantinople avec Manolaki (né vers 1655), fils de Georges et petit-fils d'Emmanuel Philippou (1610-1699). Il est nommé Grand Logothète du patriarche de Constantinople. |                                             |              |        |
| - Mourousis        | Prince | La famille Mourousis appartient à une ancienne famille byzantine. Ils habitèrent l'empire de Trébizonde et s'allièrent à la famille impériale par le mariage d'un des leurs avec la fille du dernier empereur David Comnène. | Paul Mourousis né le 28 mai 1963            |              |        |
| - Negri (†)        | Prince | La famille Movilești, originaire des principautés roumaines (Moldavie et Valachie), est une famille de boyards Ioan Movilă ou Moghilă de Udești grand Logothète de Moldavie, mort moine en 1570, qui avait épousé la fille du prince Pierre IV Rareș. |                                             |              |        |
| - Rizo-Rangabé (†) | Prince | La famille des Mușatini est une famille princière de Moldavie, branche de la famille des Bogdanești issue de Bogdan II Mușat, et dont quelques représentants comme Étienne Ier le Sourd ou Alexandre III ont aussi régné en Valachie. |                                             | XIVe siècle  |        |
| - Rizo-Neroulo     | Prince | La famille Pálffy a reçu le statut de baron hongrois en 1581. Nicolas (Miklós) II Pálffy d'Erdőd (1552-1600), originaire du château de Csábrág (Čabraď) et ispán du comitat de Pozsony (Bratislava), était un chef militaire. Ils ont été anoblis comte et prince. |                                             | XVe siècle   |        |
| - Rosetti          | Prince | La famille Rosetti est d'origine grecque : le premier membre épouse une sœur d'Andronic Cantacuzène. C'est ce qui permet à Antonie Ruset, de régner sur la Moldavie. Sa famille s'intègre aux Phanariotes au cours des XVIIe siècle et XVIIIe siècle. | Radu-Alexandru Rosetti né le 27 juin 1968   | XVIIe siècle |        |
| - Schina           | Prince | La famille Rosetti est d'origine grecque : le premier membre épouse une sœur d'Andronic Cantacuzène. C'est ce qui permet à Antonie Ruset, de régner sur la Moldavie. Sa famille s'intègre aux Phanariotes au cours des XVIIe siècle et XVIIIe siècle. |                                             | XVIIe siècle |        |
| - Soutzo           | Prince | La famille Soutzoest originaire d'Epire, le nom primitif de la famille parait avoir été celui de «Draco», et c'est par ce nom que les princes Soutzo ont toujours été désignés dans les Décrets Impériaux turcs. Ils régnèrent sur la Valachie. | Jean-Marie Soutzo né le 4 juillet 1943      | XVIe siècle  |        |
| - Sturdza          | Prince | La famille Sturdza est une vieille famille valaque, descendant de Jon Vlad Tourzo, Hospodar de Transylvanie en 1432, duc d'Almassu et de Fagarassu. La famille est rentrée également au service de la famille impériale de Russie. |                                             | XVe siècle   |        |
| - Ypsilántis       | Prince | La famille Ypsilántis appartient à une ancienne famille byzantine, qui avait déjà donné un Patriarche à Constantinople, qui suivit Alexis Ier Comnène, lorsqu'il alla fonder l'empire de Trébizonde en 1204. Elle occupa toujours une haute position. |                                             | XIIIe siècle |        |